# Sanfara
Szábit ibn Ausz al-Azdi, közismert ragadványnevén as-Sanfara (arab betűkkel ثابت بن أوس الأزدي الشنفرى – Ṯābit ibn Aws al-Azdī š-Šanfara; meghalt a 6. század elején) a dzsáhilijja korának egyik legnagyobb arab költője volt.
Az Aszír-hegységben élő Azd törzs tagjaként gyermekként a Szalamán törzs fogságába esett, és ott nevelkedett. Felnőve tudomására jutott az igazság, és elhatározta, hogy bosszút áll rabtartóin. Ekkor magányos sivatagi vándorköltőnek állt, nem csatlakozott egyik törzshöz sem. A hagyomány szerint megesküdött, hogy 100 férfivel végez a Szalamán törzs tagjai közül: kilencvenkilencet már megölt, amikor végül elfogták és meggyilkolták. A monda úgy tartja, hogy egyik ellensége bosszúból belerúgott a koponyájába, ám oly veszélyesen megsebesült közben, hogy hamarosan meghalt – így teljesedett be Sanfara esküje. A költő haláláról egyik vándor költőtársa, a Fahm törzsbeli Szábit ibn Dzsábir mondott gyászdalt.
A hagyomány egy kaszídát őriz tőle, melynek címét szokás Az arabok dicsérete címmel fordítani. Valójában címe Lámijjat al-arab (ﻻﻤﻴﺔ ﺍﻟﻌﺮﺏ), azaz az arabok lámijjája (L-re rímelő verse). Kezdete, mely Jékely Zoltán fordításában így hangzik:
„Fel hát, Anyám fiai, fel hát, s kantározzatok! 

Más nép közé vágyom én, itt hagylak már bennetek.”
nagy fejtörést okoz a tudósoknak, ugyanis az arab kultúra alapvetően patriarchális berendezkedésű; így az „Anyám fiai” kitétel meglehetősen furcsán hat.